# Suore della Presentazione di Maria
Le Suore della Presentazione di Maria (in francese Sœurs de la Présentation de Marie de Bourg-Saint-Andéol) sono un istituto religioso femminile di diritto pontificio: i membri di questa congregazione pospongono al loro nome la sigla P.M.

## Storia

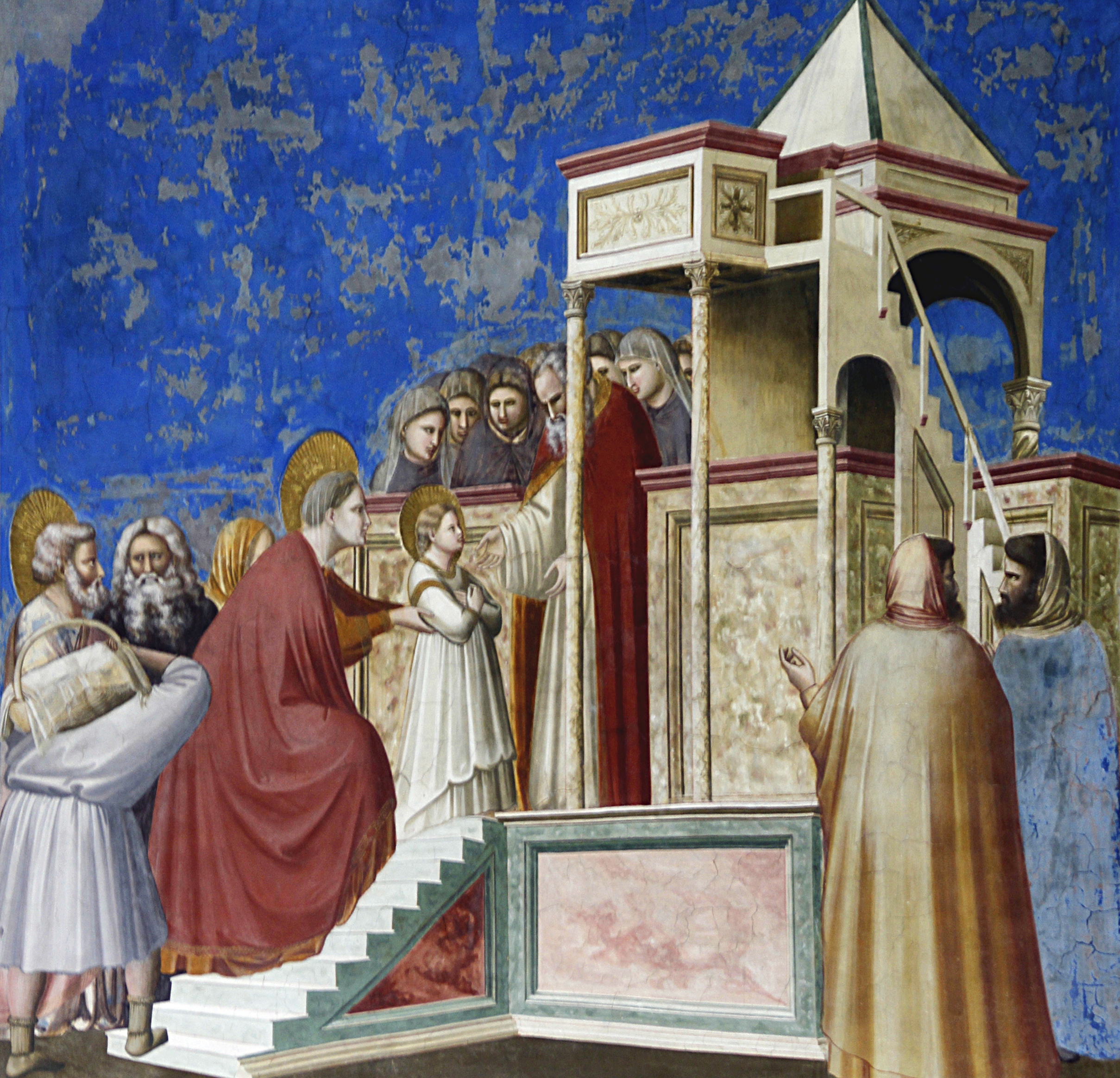
La Presentazione di Maria al Tempio: affresco di Giotto per la Cappella degli Scrovegni, Padova

La congregazione venne fondata a Thueyts (Ardèche) da Marie Rivier (1768-1838): il 21 novembre 1796, giorno della festa della Presentazione della Vergine al Tempio, insieme a quattro compagne, la Rivier emise la sua professione dei voti religiosi dando vita a una comunità per istruzione dei fanciulli e l'insegnamento del catechismo; l'istituto conobbe un notevole sviluppo dopo la fine del periodo rivoluzionario, quando le religiose della Presentazione assunsero la direzione di numerose scuole parrocchiali nelle zone rurali della Francia.
Ottenne il riconoscimento ecclesiastico di congregazione di diritto pontificio con il decreto di lode del 6 maggio 1836: nel 1853 iniziò ad espandersi anche al di fuori del territorio francese, aprendo case anche in Canada.
La fondatrice è stata beatificata a Roma da papa Giovanni Paolo II il 23 maggio 1982.

## Attività e diffusione
Le Suore della Presentazione di Maria sono dedite principalmente all'istruzione e all'educazione cristiana della gioventù.
Sono presenti in Brasile, Camerun, Canada, Ecuador, Filippine, Francia, Giappone, Gambia, Gran Bretagna, Irlanda, Italia, Mozambico, Senegal, Spagna, Stati Uniti d'America, Svizzera. La casa madre è a Bourg-Saint-Andéol, la sede generalizia a Castel Gandolfo.
Al 31 dicembre 2005, la congregazione contava 1.352 religiose in 189 case.